# Himantarium samuelraji
Himantarium samuelraji är en mångfotingart som beskrevs av Sundara Rajulu 1971. Himantarium samuelraji ingår i släktet Himantarium och familjen trädgårdsjordkrypare. Inga underarter finns listade i Catalogue of Life.